# Myrrophis chinensis
Myrrophis chinensis är en ormart som beskrevs av Gray 1842. Myrrophis chinensis ingår i släktet Myrrophis och familjen Homalopsidae. Inga underarter finns listade i Catalogue of Life.
Denna orm förekommer i södra Kina, i Vietnam och på några öar i samma region, bland annat Taiwan och Hainan. Arten lever i låglandet och i bergstrakter upp till 1100 meter över havet. Myrrophis chinensis simmar ofta i dammar, vattendrag, diken, kanaler och risodlingar. Den har främst fiskar som föda men den äter även groddjur. Honor lägger inga ägg utan föder levande ungar.
Flera exemplar fångas och dödas för köttets och för hudens skull. Risodling gynnar ormen och därför ökar populationen. IUCN kategoriserar arten globalt som livskraftig.